# 31a cerimònia dels Premis César
La 31a cerimònia dels Premis César — també coneguts com Nuit des César — que premiava les pel·lícules estrenades el 2005, va tenir lloc el 25 de febrer de 2006 al Théâtre du Châtelet.
Va ser presidida per Carole Bouquet, presentada per Valérie Lemercier i emesa a Canal+.

## Presentadors i ponents
- Carole Bouquet, presidenta de la cerimònia
- Valérie Lemercier, mestra de cerimònies
- Carole Bouquet, per l'entrega del César Honorari a Hugh Grant
- Clovis Cornillac, per l'entrega del César Honorari a Pierre Richard
- Jacques Perrin, per l'entrega del César a l'actriu més prometedora
- Kristin Scott Thomas
- Nicolas Canteloup
- Olivier Baroux, Kad Merad
- Antoine de Caunes

## Desenvolupament
La cerimònia es va interrompuda embolicada per les manifestacions dels intermitents (treballadors de la indústria cinematogràfica), que van pressionar per més drets per als treballadors amb contracte temporal després de pujar a l'escenari abans de l'inici. La policia va haver d'evacuar els manifestants, fet que va provocar un retard de 23 minuts en l'inici de la cerimònia.
La gran guanyadora fou De tant bategar se m'ha parat el cor de Jacques Audiard, que de 12 nominacions va obtenir vuit premis: millor pel·lícula, millor director, millor actor secundari, millor actriu revelació, millor guió adaptat, millor música, millor fotografia i millor muntatge. La resta de premis van quedar repartits.

## Guanyadors i nominats
Els guanyadors s'indiquen en negreta 
| Millor pel·lícula - De tant bategar se m'ha parat el cor — dirigida per Jacques Audiard — produïda per Pascal Caucheteux - L'Enfant — dirigida per Jean-Pierre i Luc Dardenne — produïda pels germans Dardenne i Denis Freyd - Bon Nadal — dirigida per Christian Carion — produïda per Christophe Rossignon - Le Petit lieutenant — dirigida per Xavier Beauvois — produïda per Pascal Caucheteux - Va, vis et deviens — dirigida per Radu Mihaileanu — produïda per Denis Carot, Marie Masmonteil, Radu Mihaileanu | Millor director - Jacques Audiard per De tant bategar se m'ha parat el cor - Xavier Beauvois per Le Petit lieutenant - Jean-Pierre Dardenne i Luc Dardenne per L'Enfant - Michael Haneke per Caché - Radu Mihaileanu per Va, vis et deviens |
| Millor actor - Michel Bouquet per Le Promeneur du Champ-de-Mars - Patrick Chesnais per Je ne suis pas là per être aimé - Romain Duris per De tant bategar se m'ha parat el cor - José Garcia per Le Couperet - Benoît Poelvoorde per Entre ses mains | Millor actriu - Nathalie Baye per Le Petit lieutenant - Isabelle Carré per Entre ses mains - Anne Consigny per Je ne suis pas là per être aimé - Isabelle Huppert per Gabrielle - Valérie Lemercier per Palais Royal ! |
| Millor actor secundari - Niels Arestrup per De tant bategar se m'ha parat el cor - Maurice Bénichou per Caché - Dany Boon per Bon Nadal - Georges Wilson per Je ne suis pas là per être aimé - Roschdy Zem per Le Petit lieutenant | Millor actriu secundària - Cécile de France per Les Poupées russes - Catherine Deneuve per Palais Royal ! - Noémie Lvovsky per Backstage - Charlotte Rampling per Lemming - Kelly Reilly per Les Poupées russes |
| Millor actor revelació - Louis Garrel per Les Amants réguliers - Walid Afkir per Caché - Adrien Jolivet per Zim and Co. - Gilles Lellouche per Ma vie en l'air - Aymen Saïdi per Pelegrins | Millor actriu revelació - Linh Dan Pham per De tant bategar se m'ha parat el cor - Mélanie Doutey per No juris mai res - Déborah François per L'Enfant - Marina Hands per Les Âmes grises - Fanny Valette per La Petite Jérusalem |
| Millor pel·lícula estrangera - Million Dollar Baby de Clint Eastwood • - Una història de violència de David Cronenberg • - Mar adentro d’Alejandro Amenábar • - Match Point de Woody Allen • - Walk on Water d'Eytan Fox • | Millor primera pel·lícula - El malson de Darwin de Hubert Sauper - Anthony Zimmer de Jérôme Salle - Douches froides d'Antony Cordier - La Marche de l'empereur de Luc Jacquet - La Petite Jérusalem de Karin Albou |
| Millor guió original - Alain-Michel Blanc i Radu Mihaileanu per Va, vis et deviens - Cédric Anger, Xavier Beauvois, Guillaume Bréaud, Jean-Eric Troubat per Le Petit lieutenant - Christian Carion per Bon Nadal - Jean-Pierre i Luc Dardenne per L'Enfant - Michael Haneke per Caché | Millor guió adaptat - Jacques Audiard, Tonino Benacquista per De tant bategar se m'ha parat el cor, adaptat de la pel·lícula Fingers de James Toback - Georges-Marc Benamou, Gilles Taurand per Le Promeneur du Champ-de-Mars, adaptat de la narració Le Dernier Mitterrand de Georges-Marc Benamou - Costa-Gavras, Jean-Claude Grumberg per Le Couperet, adaptat de la novel·la policíaca homònima de Donald Westlake - Julien Boivent, Anne Fontaine per Entre ses mains, adaptat de la novel·la Les Kangourous de Dominique Barbéris - Patrice Chéreau, Anne-Louise Trividic per Gabrielle, adaptat de la novel·la The Return de Joseph Conrad |
| Millor música - Alexandre Desplat per De tant bategar se m'ha parat el cor - Armand Amar per Va, vis et deviens - Philippe Rombi per Bon Nadal - Emilie Simon per El viatge de l'emperador | Millor fotografia - Stéphane Fontaine per De tant bategar se m'ha parat el cor - Éric Gautier per Gabrielle - William Lubtchansky per Les Amants réguliers |
| Millor decorat - Olivier Radot per Gabrielle - Loula Morin per Les Âmes grises - Jean-Michel Simonet per Bon Nadal | Millor muntatge - Juliette Welfling per De tant bategar se m'ha parat el cor - Sabine Emiliani per La Marche de l'empereur - Francine Sandberg per Les Poupées russes |
| Millor so - Gérard Lamps, Laurent Quaglio per La Marche de l'empereur - Philippe Amouroux, Cyril Holtz, Brigitte Taillandier, Pascal Villard per De tant bategar se m'ha parat el cor - Olivier Dô Hùu, Benoît Hillebrant, Guillaume Sciama per Gabrielle | Millor vestuari - Caroline de Vivaise per Gabrielle - Pascaline Chavanne per Les Âmes grises - Alison Forbes-Meyler per Bon Nadal |
| Millor curtmetratge - After Shave de Hany Tamba - La Peur, petit chasseur de Laurent Achard - Obras de Hendrick Dusollier - Sous le bleu de David Oelhoffen | César d'honor - Hugh Grant - Pierre Richard |